# Côte de la Roche-aux-Faucons
Die Côte de la Roche-aux-Faucons ist ein Anstieg, der durch das Radrennen Lüttich–Bastogne–Lüttich bekannt geworden ist.

## Beschreibung

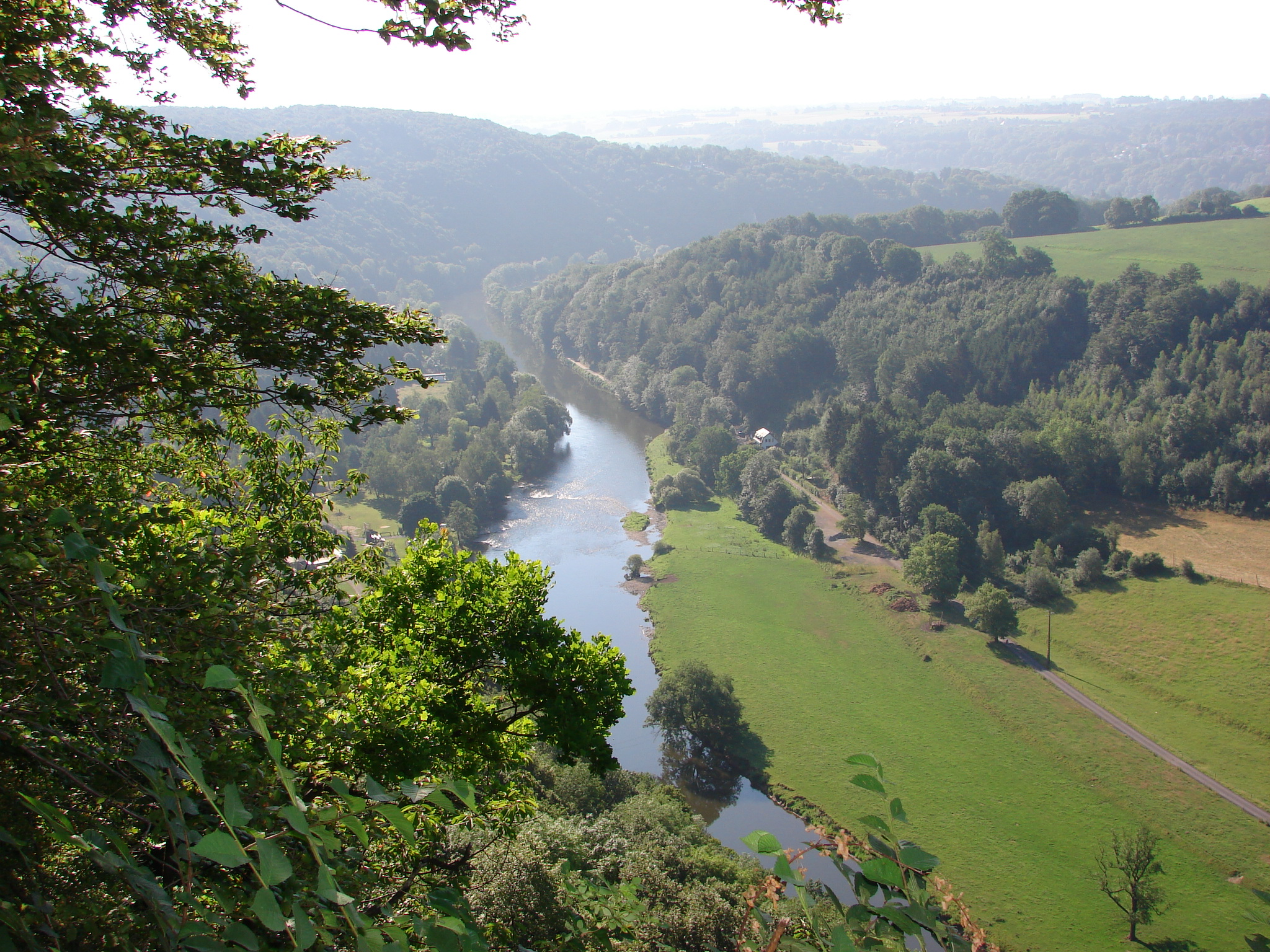
Aussicht vom Roche aux Faucons über die Ourthe

Die Steigung beginnt im Ort Hony auf dem Gemeindegebiet von Esneux, der in einer Schleife der Ourthe liegt. Sie folgt zunächst der Avenue de l'Église, überquert die Bahnstrecke Angleur–Marloie und folgt anschließend der Rue d’Avister aus dem Ort hinaus und auf das Plateau nordwestlich der Ourthe. Bei Erreichen eines kleinen Hochbehälters endet die Steigung zunächst. Laut topographischer Karte des NGI liegt der Beginn bei etwa 80 m Meereshöhe, und der Hochpunkt bei ca. 220 m wird nach 1,3 km erreicht. Die Steigung auf dieser Strecke beträgt durchgängig über 10 %.
Obwohl im Rahmen des Rennens nur der bereits beschriebene Abschnitt als Steigung ausgewiesen ist, sind die folgenden drei Kilometer bis zum Ort Boncelles von ebenso großer Bedeutung für das Renngeschehen. Die Straße fällt zunächst leicht ab, bis sie den Ort Avister passiert. Von dort führt sie zu dem Felsen bzw. Aussichtspunkt Roche aux Faucons, der einst als Brutstätte für Wanderfalken bekannt war und der Steigung ihren Namen gegeben hat. In der niederländischsprachigen Berichterstattung wird dieser auch mit Valkenrots übersetzt, zu deutsch etwa Falkenfels. Die Steilwand vom Aussichtspunkt hinunter zur Ourthe steht seit 1947 unter Naturschutz.
Nach dem Aussichtspunkt wendet sich die Straße von der Ourthe ab und steigt durch offenes Gelände weiter auf das Plateau. Dabei werden auf einem Kilometer weitere 70 Höhenmeter gewonnen, bis der Ortsrand von Boncelles erreicht ist. Der weitere Verlauf des Rennens ist kurzzeitig flach, bevor eine Abfahrt Richtung Maas bei Lüttich folgt.

## Geschichte

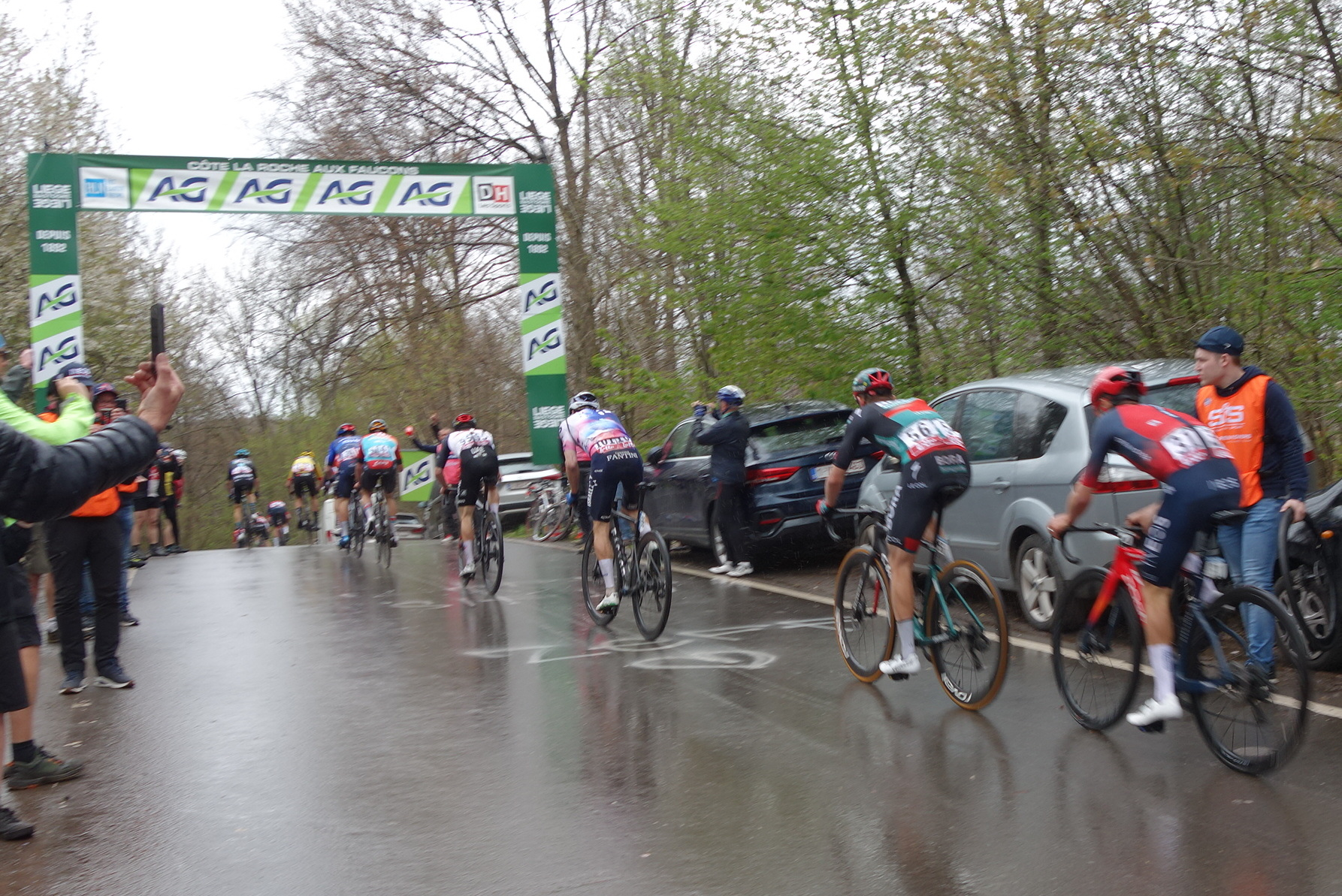
Lüttich–Bastogne–Lüttich 2023 auf der Côte de la Roche-aux-Faucons

Die Côte de la Roche-aux-Faucons wurde erstmals 2008 in Lüttich–Bastogne–Lüttich aufgenommen und ersetzte die Côte de Sart-Tilman, die weiter nördlich von Tilff über die N 663 nach Boncelles ansteigt. Zu diesem Zeitpunkt lag das Ziel noch in Ans oberhalb von Lüttich, so dass nach Überquerung der Maas noch die Côte de Saint-Nicolas sowie der Schlussanstieg in Ans folgten. Die Anfahrt erfolgte zeitweise auch vom neben Hony gelegenen Ort Méry über die Avenue de Hony. 2013 wurde die Steigung wegen Bauarbeiten durch die Côte de Colonster (N 635) ersetzt.
2019 wurde die Zielankunft wieder nach Lüttich verlegt. Die Côte de la Roche-aux-Faucons ist seitdem die letzte selektive Steigung des Rennens.
Im seit 2017 bestehenden Frauenrennen Liège–Bastogne–Liège Femmes gehört die Côte de la Roche-aux-Faucons seit Anbeginn zum Programm. In der Tour de France Femmes 2024 wurde sie auf der vierten Etappe passiert.